# Kretomino
Kretomino (do 1945 niem. Krettmin) – część miasta Koszalin. Do 31 grudnia 2022 wieś w północno-zachodniej Polsce, położona w województwie zachodniopomorskim, w powiecie koszalińskim, w gminie Manowo, przy trasie drogi krajowej nr 11. Połączenie z centrum Koszalina umożliwiają autobusy komunikacji miejskiej (linia nr 8), sama miejscowość jest w I strefie koszalińskiej komunikacji. Przylega do koszalińskich osiedli Raduszka i Wilkowo.
Siedziba piłkarskiego klubu sportowego Zryw Kretomino.
W pobliżu wsi położony jest rezerwat przyrody Jezioro Lubiatowskie.
W latach 1975–1998 miejscowość administracyjnie należała do województwa koszalińskiego.
Na początku roku 2022 98% ankietowanych mieszkańców Gminy Manowo odpowiedziało „zdecydowane nie” na pytanie dotyczące przyłączenia wsi do Koszalina. Pomimo to 25 lipca 2022 r. wydano rozporządzenie Rady Ministrów włączające Kretomino do miasta Koszalin 1 stycznia 2023 r.